# Save Me (série télévisée sud-coréenne)
 (mai 2023).
La mise en forme du texte ne suit pas les recommandations de Wikipédia : il faut le « wikifier ».
Les points d'amélioration suivants sont les cas les plus fréquents. Le détail des points à revoir est peut-être précisé sur la page de discussion.
- Les titres sont pré-formatés par le logiciel. Ils ne sont ni en capitales, ni en gras.
- Le texte ne doit pas être écrit en capitales (les noms de famille non plus), ni en gras, ni en italique, ni en « petit »…
- Le gras n'est utilisé que pour surligner le titre de l'article dans l'introduction, une seule fois.
- L'italique est rarement utilisé : mots en langue étrangère, titres d'œuvres, noms de bateaux, etc.
- Les citations ne sont pas en italique mais en corps de texte normal. Elles sont entourées par des guillemets français : « et ».
- Les listes à puces sont à éviter, des paragraphes rédigés étant largement préférés. Les tableaux sont à réserver à la présentation de données structurées (résultats, etc.).
- Les appels de note de bas de page (petits chiffres en exposant, introduits par l'outil «  Source ») sont à placer entre la fin de phrase et le point final[comme ça].
- Les liens internes (vers d'autres articles de Wikipédia) sont à choisir avec parcimonie. Créez des liens vers des articles approfondissant le sujet. Les termes génériques sans rapport avec le sujet sont à éviter, ainsi que les répétitions de liens vers un même terme.
- Les liens externes sont à placer uniquement dans une section « Liens externes », à la fin de l'article. Ces liens sont à choisir avec parcimonie suivant les règles définies. Si un lien sert de source à l'article, son insertion dans le texte est à faire par les notes de bas de page.
- La présentation des références doit suivre les conventions bibliographiques. Il est recommandé d'utiliser les modèles {{Ouvrage}}, {{Chapitre}}, {{Article}}, {{Lien web}} et/ou {{Bibliographie}}. Le mode d'édition visuel peut mettre en forme automatiquement les références.
- Insérer une infobox (cadre d'informations à droite) n'est pas obligatoire pour parachever la mise en page.

Pour une aide détaillée, merci de consulter Aide:Wikification.
Si vous pensez que ces points ont été résolus, vous pouvez retirer ce bandeau et améliorer la mise en forme d'un autre article.
 (mai 2023).
Le contenu est difficilement compréhensible vu les erreurs de traduction, qui sont peut-être dues à l'utilisation d'un logiciel de traduction automatique.
Pour les articles homonymes, voir Save Me.
Save Me (coréen : 구해줘) est une série télévisée sud-coréenne de 2017 mettant en vedette Ok Taec-yeon, Seo Yea-ji, Jo Sung-ha et Woo Do-hwan. Servant de première série télévisée de la série acclamée, la société Hidden Sequence du producteur Lee Jae-moon de Signal, elle a été diffusée sur OCN du 5 août au 24 septembre 2017 pour 16 épisodes. Cette série dramatique est basée sur le populaire webcomic de Daum, Out of the World (세상 밖으로) de Jo Geum-san.

## Synopsis
Im Sang-mi et sa famille ont déménagé de Séoul à la périphérie du district de Muji après l'échec de l'entreprise de son père.
La secte de Goseonwon a la plupart des districts en son sein, avec un grand nombre d'adeptes. Le culte se déguise en une église pacifique, mais de sombres secrets, la torture, la violence et le meurtre se cachent en dessous ; avec des intentions encore plus sinistres de tromper leurs partisans les plus dévoués.
Le frère jumeau de Sang-mi, Sang-jin, qui boitait depuis sa naissance, est victime d'intimidation et agressé sans pitié à l'école. Parce qu'il ne pouvait plus supporter une telle torture, il se suicida en sautant du toit de son écolé. Cela déchire la famille de Sang-mi. La mère de Sang Mi perd rapidement la raison, ce qui amène Sang Mi à détester le culte qu'elle attribue à la pauvreté de sa mère.
Profitant de leur condition fragile, le chef de la secte a attiré ses parents à Goseonwon. Malgré les objections répétées de Sang Mi selon lesquelles quelque chose ne va pas avec la secte, son père subit un lavage de cerveau complet. Avec lui dans les griffes du culte et sa mère mentalement instable, Sang Mi est piégé et incapable de s'échapper.
Trois ans plus tard, son camarade de classe Han Sang-hwan, le fils du district qui est actuellement étudiant en droit, et ses deux amis Jung-hoon et Man-hee ont une rencontre fortuite avec Sang-mi. Elle leur chuchote : "Sauvez-moi". Sang-hwan, déterminé à corriger ses erreurs passées, est déterminé à la sauver et à exposer le culte au district. Il rejoint son troisième ami, Dong-chul qui est un meurtrier condamné, ainsi que Jung-hoon et Man-hee dans sa quête, ignorant que le culte n'est que la pointe de l'iceberg. Utilisant leurs capacités, les personnages tentent de se déjouer dans leur confrontation avec Sang Mi.

## Acteurs

### Principal
- Ok Taec-yeon dans le rôle de Han Sang-hwan[3],[4] - le fils unique d'un politicien corrompu, qui tente de sauver Sang Mi du culte. Ayant du pouvoir et de la richesse, il l'utilise pour pénétrer dans le culte mais trouve un secret plus sombre qui se cache à l'intérieur.
- Seo Yea-ji dans le rôle d'Im Sang-mi[3],[5] - une nouvelle fille dont la famille a déménagé de Séoul à Daegu après la faillite de l'entreprise de son père. Son frère jumeau Sang-jin s'est suicidé et l'incident rend sa mère folle. Son père a commencé à s'impliquer profondément dans une secte alors qu'il était obscurci par la vision d'amener sa famille sur le bateau du salut pour se réunir avec son fils décédé. Elle a désespérément essayé d'échapper à l'enfer pendant trois ans, jusqu'à ce qu'elle rencontre à nouveau Han Sang-hwan et sa bande, le suppliant silencieusement de la sauver.
- Jo Sung-ha dans le rôle de Baek Jung-ki[3] - le leader charismatique de la secte, dont le comportement aimable et l'attitude bienveillante sont assombris par un comportement violent et manipulateur. Il est appelé le Père Spirituel.
- Woo Do-hwan dans le rôle de Suk Dong-chul[3] - l'ami de Sang-hwan, qui a le plus de compétences de combat de tout le groupe. Il a été incarcéré pendant trois ans après que Sang-hwan ait refusé de témoigner pour un accident dans lequel il était impliqué, et leur relation était devenue tendue depuis toujours. Cependant, après sa sortie de prison, il a décidé de réparer leur relation et a commencé à travailler ensemble pour sauver Sang Mi. Il fait irruption dans le culte pour sauver Sang Mi, déguisé en fils d'un riche homme d'affaires.

### Secondaire

#### Quatuor Hillbilly
- Lee David en tant que Woo Jung-hoon - le meilleur ami de Sang Hwan et Dong chul, qui est endetté et devient un streamer.
- Ha Hwa-jung en tant que Choi Man-hee - l'ami intelligent de Sang Hwan et Dong Chul, qui est doux et attentionné. Il les aide plusieurs fois en utilisant ses capacités de déduction et sa nature désintéressée.

#### Famille de Sang Mi
- Jung Hae-gyoon en tant que Im Joo-ho, le père de Sang Mi. Après la mort de son fils, il a rejoint la secte car il croyait fermement que sa famille serait réunie sur le Bateau du Salut.
- Yoon Yoo-sun en tant que Kim Bo-eun, la mère de Sang Mi. Elle est devenue mentalement instable après la mort de Sang-jin et a été enfermée dans un sanatorium appartenant à la secte. Elle a été utilisée comme un outil pour menacer Sang Mi d'abandonner sa tentative d'évasion.
- Jang Yoo-sang en tant que Im Sang-jin, le frère jumeau de Sang Mi qui boitait depuis sa naissance. Il souffrait de dépression et d'anxiété après avoir été victime d'intimidation par ses amis en raison de son handicap. Il a finalement décidé de se suicider en sautant du toit de leur école.

#### Personnes à Goosunwon
- Park Ji-young en tant que Kang Eun-shil - une membre de Goosunwon, qui reste fidèle à Jung-ki, mais rivalise secrètement pour prendre le contrôle de Goonsunwon.
- Jo Jae-yoon en tant que Jo Wan-tae - le commandant en second à Goosunwon, qui est extrêmement fidèle à Jung-ki et profite des riches.
- Son Sang-kyung en tant que Jo Wan-deok - le garde du corps costaud du frère de Jung-ki et Wan-tae, dont la stature obèse lui donne une force immense.

#### Personnes à Muji
- Son Byung-ho en tant que Han Yong-min- le père de Sang-hwan et le gouverneur de Muji. Il est corrompu et utilise la secte comme avantage pour rester au pouvoir.
- Choi Moon-soo en tant que Chae Min-hwa- mère de Sang-Hwan.
- Jang Hyuk-jin en tant que Lee Kang-soo - membre d'un gang et ancien flic.
- Kim Kwang-kyu en tant que Woo Choon-kil - un flic qui a des liens avec la secte et la rejoint plus tard.
- Go Jun en tant que Cha Joon-goo - un voyou sans gang, qui s'implique dans le culte et monte plus tard au rang de "Saint gardien", aux côtés de Dong-chul.
- Kang Kyung-hun en tant que Lee Ji-hee, l'aide de Han Yong-Min, avec qui elle a une liaison.
- Choi Hyuk-joo en tant que Madame Tudari - Secrétaire de Jang-ki.
- Park Soo-yeon en tant que Choi Kyung-hye - partenaire policier de Woo Choon-kil, qui veut sauver des gens mais est incapable de le faire
- Jeon Yeo-been en tant que Hong So-rin - un journaliste infiltré à Guweonson, devenant plus tard le bras droit de Sang Mi.
- Yoon Jong-suk en tant que Lee Byung-suk.

#### Rôle étendu
- Lee Jong-gyu en tant que Chil-goo
- Jung Jae-kwang en tant que de Lee Eun-sung
- Lee In-cheol en tant qu'homme âgé
- Hong Sung-deok en tant que le père de Dong-cheol
- Son Young-soon en tant que la grand-mère de Dong-cheol
- Jung Joon-won en tant que Jung-goo
- Kim Jung-pal en tant que le père de Lee Byung-seok
- Min Kyung-ok en tant que la grand-mère de Jung-goo
- Ahn Min-young en tant que passionnée
- Noh Eun-jung en tant que passionnée
- Jong Seok en tant que Iljin 1
- Lee Seung-hyub en tant que Iljin 2
- Jang Won en tant que Iljin 3
- Nam Hyun-jung en tant que Iljin 4
- Jung Kang-hee en tant que Gochujang
- Son Byung-wook en tant que Pil-soo
- Yoo Yeon en tant que professeur titulaire
- Kim Ha-yeon en tant que passionnée
- Kim Jin-hee en tant que passionnée
- Im Ho-joon en tant que passionnée
- Jwa Chae-won en tant que passionnée
- Kim Doo-eun en tant que passionnée
- Lee Seol-goo en tant que chaman
- Lee Tae-hyung en tant que Lee Jin-seok
- Jung Jae-kwang en tant que Eun-sung
- Cha Joon en tant que Bu-jjang
- Lee Jung-heon en tant que chef de la police
- Kim Seo-hwi en tant que Yu-ra, la fille de Eun-shil
- Park Jung-min en tant chef de section Park
- Jung Ki-seob en tant que reporter senior
- Jang Se-ah en tant qu'infirmière de l'hôpital
- Kim Se-on en tant que Hwa-ran
- Han Tae-il
- Kook Ji-yong
- Ahn Se-ho
- Kwon Oh-jin
- Jung Myung-joon

### Apparitions spéciales
- Jung Hee-tae en tant que sans-abri
- Son Jong-hak (ko) en tant que Cheon Jae-soon

## Deuxième saison
OCN a confirmé que Save Me reviendrait pour une deuxième saison. Cette fois, il sera basé sur le film d'animation, The Fake de 2013. Save Me 2 a été produit le 8 mai 2019.

## Bande originale

### Partie 1
| 1.    | I Am (잉키)         | Inkii | 3:58 |
| 2.    | I Am (잉키) (Inst.) |       | 3:58 |
| 07:56 |                     |       |      |

### Partie 2
| 1.   | Hallucination (환각)         | The Vane | 4:06 |
| 2.   | Hallucination (환각) (Inst.) |          | 4:06 |
| 8:12 |                              |          |      |

### Partie 3
| 1.    | Dust Wind (모래바람)         | Jung Cha-sik | 5:09 |
| 2.    | Dust Wind (모래바람) (Inst.) |              | 5:09 |
| 10:18 |                              |              |      |